# Fidelia borearipa
Fidelia borearipa là một loài ong trong họ Megachilidae. Loài này được Whitehead & Eardley miêu tả khoa học đầu tiên năm 2003.